# Gametogenese
Die Gametogenese ist die Bildung von Gameten (Geschlechtszellen) im Rahmen der geschlechtlichen oder sexuellen Fortpflanzung.
Beim Menschen und bei allen vielzelligen Tieren (Metazoa) ist sie mit einer Reduktionsteilung (Meiose) verbunden. Bei ihnen sind alle Körperzellen diploid (doppelter Chromosomensatz); nur die Gameten sind infolge der Meiose haploid (einfacher Chromosomensatz) und bilden bei ihrer Vereinigung (Befruchtung) eine diploide Zygote, aus der der Nachkomme hervorgeht. Solche Organismen bezeichnet man als Diplonten.
Dagegen sind bei Haplonten alle Körperzellen haploid, und nur die Zygote ist diploid. Bei ihnen ist die Gametogenese daher nicht mit einer Meiose verbunden. Dies ist bei vielen Algen der Fall. Auch bei Diplohaplonten, die durch einen Wechsel von haploiden und diploiden Generationen gekennzeichnet sind, findet die Gametogenese ohne Meiose statt. Hierzu gehören alle (höheren) Pflanzen.
Bei Tieren (und beim Menschen) wird die Gametogenese im weiblichen Geschlecht als Oogenese bezeichnet, im männlichen als Spermatogenese.

## Gametopathie
Als Gametopathie oder Keimzellenschädigung werden angeborene Erkrankungen oder Fehlbildungen bezeichnet, die durch eine Störung der Gametogenese verursacht werden. Es handelt sich also um Defekte, die bereits in der zur Befruchtung führenden Eizelle oder Samenzelle vorhanden sind. Dabei handelt es sich entweder um Defekte, die im Rahmen der Meiose aufgetreten sind, oder um Mutationen von Genen. Einen angeborenen Defekt, dessen Ursache nicht in den Gameten, sondern in der späteren Entwicklung des Fötus liegt, nennt man Fetopathie.
Trennt sich beispielsweise ein Chromosomenpaar bei der Meiose nicht (Nondisjunktion), dann ist das betreffende Chromosom in der einen Tochterzelle doppelt vorhanden, in der anderen gar nicht. In letzterem Fall geht die Tochterzelle meist zugrunde. Verschmelzen nun bei der Befruchtung zwei Gameten, von denen eine ein doppeltes Chromosom enthält, ist dieses Chromosom in allen Folgezellen dreifach vorhanden, was zu schwerwiegenden Störungen führen kann.
Beispiele für Gametopathien infolge einer Nondisjunktion sind die Trisomie 21 (Down-Syndrom) und das Turner-Syndrom beim Menschen.